# Асимптотична гілка гігантів

Еволюція зір різних мас представлена на діаграмі Герцшпрунга — Рассела. Асимптотичне відгалуження гігантів позначено AGB та наведено для зорі масою 2 маси Сонця.

Асимптоти́чна гілка (або відгалу́ження) гіга́нтів (АВГ, англ. asymptotic giant branch, AGB) — це ділянка на діаграмі Герцшпрунга — Рассела, утворена зорями малої та помірної маси, які перебувають на стадії термоядерних реакцій у подвійному шаровому джерелі. Цю стадію проходять усі зорі малої та помірної маси (0,6—10 M☉) на пізній стадії еволюції.
При спостереженні зоря асимптотичного відгалуження гігантів виглядає як яскравий червоний гігант зі світністю у тисячі світностей Сонця. Її внутрішня будова характеризується інертним вуглецево-кисневим ядром, шаром ядерного горіння гелію (з утворенням вуглецю), шаром гелію, e якому ядерні реакції не відбуваються, далі шаром ядерного горіння водню (з утворенням гелію) та нарешті дуже великою оболонкою з речовини, за характеристиками схожої на зорі головної послідовності.

## Еволюція зорі
Коли зоря спалює запаси водню в ядрі, процеси ядерного синтезу сповільнюються, виділення енергії зменшується. Це призводить до охолодження зорі (внаслідок витрат на випромінювання) та її стискання. Температура ядра внаслідок стискання зростає й ядерні реакції за участі гідрогену продовжуються в шарі навколо інертного гелієвого ядра. Світність зорі значно зростає, зовнішні шари розширюються й вона перетворюється на червоного гіганта, рухаючись на діаграмі Герцшпрунга — Рассела уздовж відгалуження червоних гігантів.
На вершині відгалуження червоних гігантів, коли температура ядра досягає приблизно 3×108 K, починається потрійна альфа-реакція (горіння гелію), що зупиняє охолодження зорі та зростання яскравості. Зорі малої та середньої маси починають рухатись по діаграмі вниз вліво, уздовж горизонтального відгалуження (для зір II населення) або червоного згущення (для зір I населення). Після завершення горіння гелію в ядрі, зоря знову починає рухатись по діаграмі вгору вправо й її шлях майже паралельний попередньому треку червоних гігантів, звідки й походить назва асимптотичне відгалуження гігантів. Зорі на цій стадії еволюції називають «зорями АВГ».

### Стадія АВГ

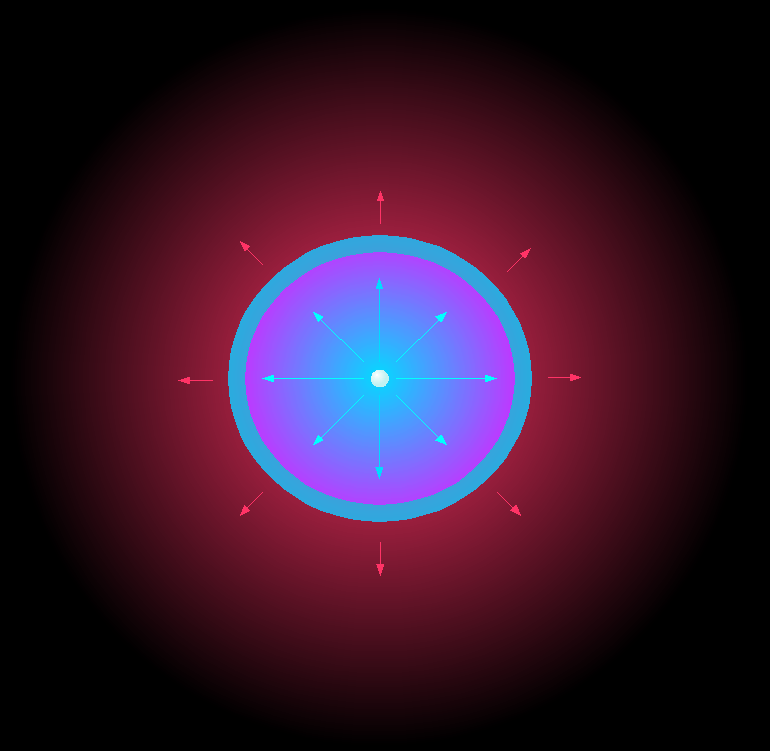
Формування планетарної туманності наприкінці перебування зорі на стадії асимптотичного відгалуження гігантів

Стадію АВГ поділяють на дві частини — раннє АВГ (E-AGB) та термально пульсуюче (TP-AGB). На ранньому АВГ головним джерелом енергії є ядерна реакція гелію в оболонці довкола ядра, що складається переважно з вуглецю та кисню. Протягом цього періоду зоря розширюється й знову стає червоним гігантом. Її радіус може зрости до 200 R☉ (близько однієї астрономічної одиниці, тобто в Сонячній системі вона майже сягнула б орбіти Землі).
Після того як у гелієвій оболонці закінчується «паливо», починається стадія термальних пульсацій. Тепер зоря отримує енергію з ядерної реакції водневого шарового джерела, яке огортає тонкий внутрішній гелієвий шар та заважає стабільній реакції в цьому шарі. Однак із періодичністю 10 000—100 000 років гелій, який утворився в ядерних реакціях із водню, накопичується та врешті-решт гелієва оболонка вибухово спалахує; цей процес відомий як спалах гелієвого шарового джерела. Яскравість спалаху оболонки має пік у тисячі разів більший за звичайну яскравість такої зорі, але протягом наступних десятків чи сотень років експоненційно зменшується. Спалах оболонки спричиняє розширення та охолодження зорі, що зупиняє горіння водневої оболонки та спричиняє сильну конвекцію у зоні між водневою та гелієвою оболонками. Коли горіння гелієвої оболонки наближається до низу водневої, зростання температури знову запалює горіння водню, і цикл повторюється. Значне, але коротке зростання яскравості внаслідок спалаху гелієвої оболонки спричиняє зростання видимої яскравості на декілька десятих видимої зоряної величини на декілька сотень років. Ця зміна не пов'язана з пульсаціями, що характерні для зір цього типу та відбуваються з періодами від десятків до сотень днів.
Під час термальної пульсації, яка триває декілька сотень років, речовина з ядра зорі може підніматись та змішуватись з зовнішніми оболонками, змінюючи хімічний склад поверхні зоря; цей процес має назву зачерпування (англ. dredge-up). Унаслідок зачерпування зорі АВГ можуть у своєму спектрі демонструвати елементи S-процесу, а сильне (великомасштабне) зачерпування може призвести до формування вуглецевої зорі. Усі зачерпування після термальних пульсацій називаються третіми, оскільки перше зачерпування відбувається, коли зоря перебуває на відгалуженні червоних гігантів, а друге — на стадії E-AGB. У деяких випадках другого зачерпування може не бути, але зачерпування після термальних пульсацій все одно називають третіми. Після декількох перших термальних пульсацій їхня інтенсивність швидко зростає, тому треті зачерпування як правило є найглибшими і з найбільшою ймовірністю винесуть на поверхню зорі речовину ядра.
Зорі АВГ переважно є довгоперіодичними змінними та інтенсивно втрачають масу внаслідок зоряного вітру, а термальні пульсації призводять до періодів більшої інтенсивності втрати маси, що у поєднанні може призвести до від'єднання оболонки. Протягом стадії АВГ зоря може втратити до 50—70 % своєї маси.

### Навколозоряні оболонки зір АВГ
Наслідком інтенсивної втрати маси зорями АВГ є те, що вони оточені протяжною навколозоряною оболонкою. За середнього часу перебування на АВГ у один мільярд років та швидкості зоряного вітру 10 км/с, максимальний радіус такої оболонки можна грубо оцінити у 3×1014 км (30 світлових років). Це максимальне значення, оскільки з відстанню від зорі, речовина зоряного вітру починає змішуватись з міжзоряною речовиною, а також розрахунок зроблено з припущенням, що не має різниці у швидкості між зорею та міжзоряним газом. З погляду динаміки, найбільш цікавими є відстані неподалік від зорі, де починається зоряний вітер та визначається рівень втрати маси. Але зовнішні шари навколозоряної оболонки цікаві хімічними процесами. А через їх розмір та меншу оптичну товщину, їх ще й легше спостерігати.
Температура навколозоряної оболонки визначається тепловими властивостями газу та пилу, але в будь-якому випадку вона падає з відстанню від фотосфери (яка має температуру 2000—3000 K). Хімічна картина навколозоряної оболонки зорі АВГ за відстанню від зорі передбачається приблизно такою:
1. фотосфера: місцева хімія термодинамічної рівноваги;
2. пульсуюча зоряна оболонка: хімія ударної хвилі;
3. зона формування пилу: хімічно тиха;
4. міжзоряна ультрафіолетова радіація та фотоліз молекул — складна хімія.

Тут відмінність між багатими на кисень та на вуглець зорями впливатиме на те, які сполуки будуть конденсуватись першими: оксиди чи карбіди, оскільки менш поширений із цих двох елементів швидше залишиться в газовій формі як COx. У зоні формування пилу, вогнетривкі елементи та похідні (Fe, Si, MgO, тощо) переходять з газової форми у пил. І цей новосформований пил негайно починає брати участь у каталізованих реакціях поверхні. Зоряні вітри зір АВГ є місцем формування космічного пилу та вважаються основним місцем його утворення у Всесвіті.
Зоряні вітри зір АВГ (мірид та OH/IR зір) також часто є джерелами мазерного випромінювання. Випромінюють молекули SiO, H2O та OH.
Після того, які ці зорі втрачають майже всю свою оболонку (лишається майже «голе» ядро), вони розвиваються далі у коротку фазу протопланетарної туманності, а кінцевою стадією оболонки є планетарна туманність (PNe).

### Пізня термальна пульсація
Близько чверті зір після AGB проходять через епізод, який отримав назву «вдруге народжена». На цій стадії вуглецево-кисневе ядро оточене шаром гелію та зовнішнім шаром водню. Якщо знову починається ядерне горіння гелію, відбувається термальна пульсація, і зоря швидко повертається на стадію AGB, стаючи воднево-виродженим зоряним об'єктом з ядерною реакцією гелію. Якщо на момент такої термальної пульсації у зорі ще збереглася оболонка з ядерною реакцією водню, вона отримує назву «пізня термальна пульсація», якщо ядерна реакція водню вже відсутня, пульсація називається «дуже пізньою термальною пульсацією».
У зовнішній атмосфері такої «вдруге народженої» зорі формується зоряний вітер і зоря знову починає рухатись по еволюційному треку по діаграмі Герцшпрунга — Рассела. Однак ця стадія є дуже короткою — всього бл. 200 років, перш ніж зоря знову повертається на шлях до стадії білого карлика. У спостереженнях ця стадія пізньої термальної пульсації виглядає майже ідентично до зорі Вольфа — Райє посеред її власної планетарної туманності.

### Над-AGB-зорі
Зорі з масою, наближеною до верхньої межі АВГ, демонструють деякі особливі характеристики й отримали назву над-AGB-зорі (англ. super-AGB stars). Вони мають маси не менше 7 M☉ і до 9—10 M☉ (деколи більше) і є перехідними до більш масивних надгігантів, в яких відбувається повноцінне ядерне горіння елементів, важчих за гелій. Під час потрійної альфа-реакції утворюється не лише вуглець, а й деякі важчі елементи: переважно кисень, трохи магнію, неону та навіть важчих елементів. У над-AGB-зорях утворюється частково вироджене вуглецево-кисневе ядро, досить велике, щоб почалося ядерне горіння вуглецю в спалахах, схожих на раніші гелієві спалахи. У цьому діапазоні мас друге зачерпування дуже сильне і внаслідок нього ядро залишається меншим маси, необхідної для ядерного горіння неону, яке відбувається у надгігантах більшої маси. Розмір термальних пульсацій та третіх зачерпувань натомість менший у порівнянні з AGB-зорями менших мас, а от частота термальних пульсацій значно вища. Деякі над-AGB-зорі можуть вибухати як наднові електронного захоплення, але більшість переходять у стадію киснево-неонового білого карлика. Оскільки зорі цього типу значно поширеніші, ніж надгіганти більших мас, вони можуть бути попередниками значної частина наднових, які спостерігаються; фіксація прикладів таких наднових з попередниками може надати цінне підтвердження моделей наднових, які зараз засновані на багатьох припущеннях.

## Подальше читання
- Langer, N. Late evolution of low- andintermediate-mass stars (PDF). Stars and Stellar evolution lecture notes. University of Bonn/Argelander-Institut für Astronomie. Архів оригіналу (PDF) за 13 жовтня 2014. Процитовано 5 листопада 2015.
- Habing, H. J.; Olofsson, H. (2004). Asymptotic Giant Branch Stars. Springer Science+Business Media. ISBN 978-0-387-00880-6. {{cite web}}: Пропущений або порожній |url= (довідка)
- McCausland, R. J. H.; Conlon, E. S.; Dufton, P. L.; Keenan, F. P. (1992). Hot post-asymptotic giant branch stars at high galactic latitudes. The Astrophysical Journal. 394 (1): 298—304. Bibcode:1992ApJ...394..298M. doi:10.1086/171582.